# Сахарук Марія Святославівна
Марі́я Святосла́вівна Сахарук (до шлюбу Філюк) (* 14 жовтня 1995) — українська легкоатлетка-скороходка.
Не плутати з Марією Сахарук 2010 року народження, яка у 2024 році стала наймолодшою українкою на Кіліманджаро.

## Життєпис
На Універсіаді-2019 в Неаполі скороходки Олена Собчук, Марія Сахарук і Валентина Мирончук стартували на 20-кілометровій дистанції, й посіли друге місце.
Станом на червень 2019-го — випускниця, Академія рекреаційних технологій і права, Східноєвропейський національний університет імені Лесі Українки.
Чемпіонка України-2019 — спортивна ходьба на 20 кілометрів.
Бронзова призерка командного чемпіонату Європи з ходьби на 20 кілометрів в командному заліку (2025)Людмила Оляновська – переможниця командного чемпіонату Європи зі спортивної ходьби. Федерація легкої атлетики України. Архів оригіналу за 18 травня 2025. Процитовано 18 травня 2025..

## Державні нагороди
- Орден княгині Ольги III ст. (1 жовтня 2019) —За досягнення високих спортивних результатів на XXX Всесвітній літній Універсіаді у м. Неаполі (Італійська Республіка), виявлені самовідданість та волю до перемоги, піднесення міжнародного авторитету України [4].